# Трој (Јужна Каролина)
Трој (енгл. Troy) град је у америчкој савезној држави Јужна Каролина.

## Демографија
По попису из 2010. године број становника је 93, што је 12 (-11,4%) становника мање него 2000. године.
| Група             | 2000.      | 2010.      |
| Белци             | 75 (71,4%) | 79 (84,9%) |
| Афроамериканци    | 30 (28,6%) | 10 (10,8%) |
| Азијати           | 0 (0,0%)   | 0 (0,0%)   |
| Хиспаноамериканци | 0 (0,0%)   | 3 (3,2%)   |
| Укупно            | 105        | 93         |